# شهرداری روپاژی
شهرداری روپاژی (به لاتین: Ropaži Municipality) یک شهرداری در لتونی است. شهرداری روپاژی ۶٬۸۳۲ نفر جمعیت دارد.